# Бійцівський клуб 2
Бійці́вський клуб 2 (англ. Fight Club 2) — графічний роман, сиквел книги Чака Поланіка «Бійцівський клуб», проілюстрований Кемероном Стюартом.

## Сюжет
Дія відбувається через кілька років з часів оригіналу. Самі події описуються від особи Тайлера Дердена — альтер-его головного героя. Оповідач (тепер його ім'я Себастьян) переживає не найкращі часи: він продовжує сидіти на ліках, його шлюб з Марлою Зінґер тріщить по швах, а в родині тим часом підростає їхній син, дев'ятирічний Джуніор. Сама Марла теж не в захваті від свого чоловіка: їй бракує тієї пристрасті, що була між ними, коли Себастьян був Тайлером Дерденом. Але терпіння Марли вичерпується: вона підміняє ліки Себастьяна, завдяки чому Тайлер виривається на волю..

## Попередня частина
Колега Поланіка романіст Черсі Кейн а також коміксисти Браян Майкл Бендіс, Мет Фрекшн та Келлі С'ю ДеКоннік переконали Поланіка написати комікс-адаптацію його культового роману «Бійцівський клуб». Перша частина серії вийшла 2 травня 2015 року як безкоштовне one-shot видання від видавництва Dark Horse Comics приурочене щорічному Дню безкоштовного коміксу. Сценаристом цієї першої частини коміксу виступив сам Поланік, а ілюстраторами — Камерон Стюарт.

## Продовження
У 2015 році Поланік також заявив, що вже працює над третьою частиною «Бійцівського клубу 3», який також буде графічним романом. Третя серія франшизи складалася з 12 випусків яке видавництво Dark Horse Comics видавало щомісячно з січня по грудень 2019 року. Сценаристом третьої частини коміксу знову виступив Поланік, а ілюстратором — Камерон Стюарт.

## Переклади українською
- Чак Поланік. Бійцівський клуб 2: графічний роман. Переклад з англійської: Анастасія Рогоза. Харків: КСД, 2017. 280 стор. ISBN 978-617-12-3149-8